# Hong Kong Open 1987
Die Hong Kong Open 1987 im Badminton fanden vom 2. bis zum 5. April 1987 in Hongkong statt. Mit einem Preisgeld von 35.000 US-Dollar wurde das Turnier in Kategorie 1 der Grand-Prix-Wertung eingestuft.

## Finalresultate
| Disziplin    | Sieger                         | Finalist                   | Ergebnis           |
| ------------ | ------------------------------ | -------------------------- | ------------------ |
| Herreneinzel | Xiong Guobao                   | Darren Hall                | 6:15, 15:4, 15:10  |
| Dameneinzel  | Han Aiping                     | Kirsten Larsen             | 11:4, 11:8         |
| Herrendoppel | Zhang Qiang Zhou Jincan        | He Xiangyang Tang Hui      | 15:7, 15:12        |
| Damendoppel  | Kim Yun-ja Chung So-young      | Ivanna Lie Rosiana Tendean | 18:14, 11:15, 15:2 |
| Mixed        | Billy Gilliland Gillian Gowers | Jiang Guoliang Nong Qunhua | 18:14, 13:15, 15:7 |